# NGC 637
NGC 637 est un très jeune amas ouvert situé dans la constellation de Cassiopée. 

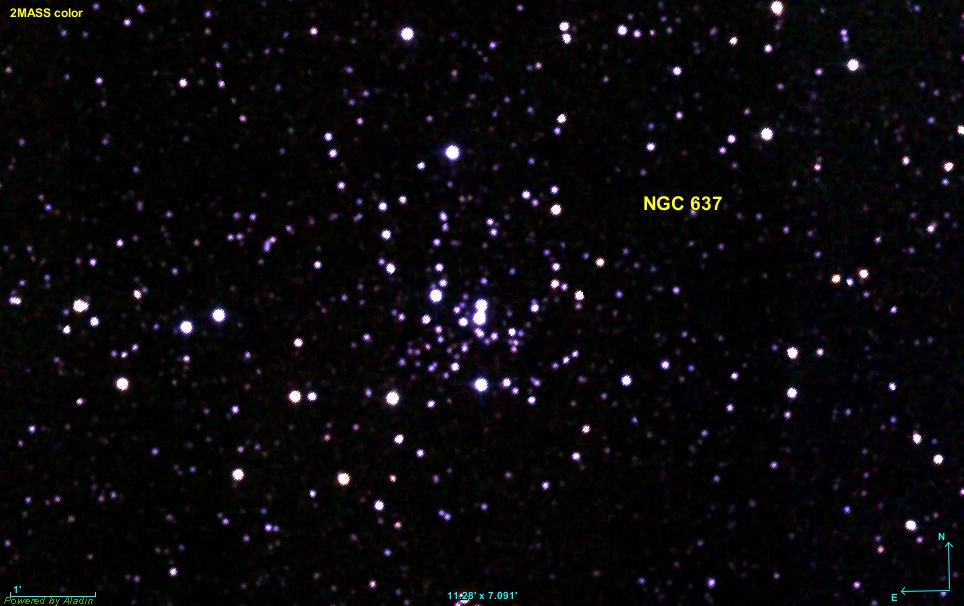
NGC 637 en infrarouge par le relevé 2MASS.

NGC 637 a été découvert par l'astronome germano-britannique William Herschel en 1787.
NGC 637 est situé à environ 2 160 pc (∼7 050 al) du système solaire et les dernières estimations lui donnent un âge de 9,6 millions d'années. Le diamètre apparent de l'amas est de 3,0 minutes d'arc, soit compte tenu de la distance un diamètre réel d'environ 2,0 années-lumière.
Selon la classification des amas ouverts, NGC 637 renferme moins d'une cinquantaine d'étoiles (la lettre r) dont les magnitudes sont très différentes (le chiffre 3). La concentration d'étoile est élevée (I).